# Jordi Mboula
Jordi Mboula Queralt (Granollers, 16 maggio 1999) è un calciatore spagnolo, attaccante svincolato.

## Biografia
Nato in Spagna da madre catalana e padre congolese.

## Caratteristiche tecniche
È un'ala destra dotata di grande velocità.

## Carriera

### Club
Cresciuto nelle giovanili del Barcellona, ha esordito con la seconda squadra il 4 marzo 2017 in occasione del match di Segunda División B pareggiato 1-1 contro il Levante B.
Nel mercato estivo del 2017 è stato acquistato dal Monaco. Esordisce in Ligue 1 il 28 aprile 2018, subentrando a Rony Lopes nei minuti finali del match pareggiato 0-0 contro l'Amiens. Segna la sua prima rete fra i professionisti il 19 maggio successivo nel 3-0 contro il Troyes.
Dopo due anni in cui ha trovato poco spazio nel principato, il 15 luglio 2019 viene ceduto in prestito al Cercle Bruges. Dopo avere trovato poco spazio il 29 gennaio viene ceduto in prestito all'Huesca.
Il 17 settembre 2020 viene acquistato a titolo definitivo dal Maiorca.
Dopo i prestiti con l'Estoril Praia e il Racing Santander, il 10 luglio 2023 si svincola dal Maiorca e, contestualmente, diventa un nuovo giocatore del Verona fino al 30 giugno 2027. Il 12 agosto, nell'esordio stagionale va subito a segno nel successo per 3-1 sull'Ascoli in Coppa Italia. Sette giorni dopo esordisce anche nel massimo campionato italiano, nel successo per 1-0 in casa dell'Empoli. 
Il 1º febbraio 2024, l'ultimo giorno di calciomercato, fa ritorno al Racing Santander venendo ceduto a titolo definitivo dopo solo 6 mesi in Italia.
A fine stagione fa ritorno al Verona, salvo poi venire ceduto a titolo definitivo al Gil Vicente il 17 agosto 2024.

### Nazionale
Ha giocato nelle nazionali giovanili spagnole Under-17 ed Under-19.

## Statistiche

### Presenze e reti nei club
Statistiche aggiornate al 31 gennaio 2024.
| Stagione                | Squadra                 | Campionato              | Campionato | Campionato | Coppe nazionali | Coppe nazionali | Coppe nazionali | Coppe continentali | Coppe continentali | Coppe continentali | Altre coppe | Altre coppe | Altre coppe | Totale | Totale |
| Stagione                | Squadra                 | Comp                    | Pres       | Reti       | Comp            | Pres            | Reti            | Comp               | Pres               | Reti               | Comp        | Pres        | Reti        | Pres   | Reti   |
| ----------------------- | ----------------------- | ----------------------- | ---------- | ---------- | --------------- | --------------- | --------------- | ------------------ | ------------------ | ------------------ | ----------- | ----------- | ----------- | ------ | ------ |
| 2016-2017               | Barcellona B            | SDB                     | 3          | 0          | -               | -               | -               | -                  | -                  | -                  | -           | -           | -           | 3      | 0      |
| 2017-2018               | Monaco                  | L1                      | 3          | 1          | CF+CdL          | 0               | 0               | UCL                | -                  | -                  | SF          | -           | -           | 3      | 1      |
| 2018-2019               | Monaco                  | L1                      | 7          | 0          | CF+CdL          | 0               | 0               | UCL                | 1                  | 0                  | SF          | 1           | 0           | 9      | 0      |
| Totale Monaco           | Totale Monaco           | Totale Monaco           | 10         | 1          |                 | 0               | 0               |                    | 1                  | 0                  |             | 1           | 0           | 12     | 1      |
| 2019-gen. 2020          | Cercle Bruges           | D1                      | 7          | 0          | CB              | 1               | 0               | -                  | -                  | -                  | -           | -           | -           | 8      | 0      |
| gen.-giu. 2020          | Huesca                  | SD                      | 9          | 0          | CR              | -               | -               | -                  | -                  | -                  | -           | -           | -           | 9      | 0      |
| 2020-2021               | Maiorca                 | SD                      | 29         | 1          | CR              | 0               | 0               | -                  | -                  | -                  | -           | -           | -           | 29     | 1      |
| 2021-gen. 2022          | Maiorca                 | PD                      | 11         | 0          | CR              | 3               | 1               | -                  | -                  | -                  | -           | -           | -           | 14     | 1      |
| Totale Maiorca          | Totale Maiorca          | Totale Maiorca          | 40         | 1          | -               | 3               | 1               | -                  | -                  | -                  | -           | -           | -           | 43     | 2      |
| gen.-giu. 2022          | Estoril Praia           | PL                      | 13         | 1          | -               | -               | -               | -                  | -                  | -                  | -           | -           | -           | 13     | 1      |
| 2022-2023               | Racing Santander        | SD                      | 35         | 6          | CR              | 1               | 0               | -                  | -                  | -                  | -           | -           | -           | 36     | 6      |
| 2023-feb. 2024          | Verona                  | A                       | 11         | 0          | CI              | 2               | 1               | -                  | -                  | -                  | -           | -           | -           | 13     | 1      |
| feb.-giu. 2024          | Racing Santander        | SD                      | 12         | 0          | CR              | -               | -               | -                  | -                  | -                  | -           | -           | -           | 12     | 0      |
| Totale Racing Santander | Totale Racing Santander | Totale Racing Santander | 47         | 6          | -               | 1               | 0               | -                  | -                  | -                  | -           | -           | -           | 48     | 6      |
| Totale carriera         | Totale carriera         | Totale carriera         | 140        | 9          |                 | 7               | 2               |                    | 1                  | 0                  |             | 1           | 0           | 149    | 11     |

## Palmarès

### Club
- Segunda División: 1

Huesca: 2019-2020

### Individuali
- Capocannoniere della UEFA Youth League: 1

2016-2017 (8 reti)